# SPAD S.XII
SPAD S.XII byl francouzský jednomotorový stíhací dvouplošník používaný během první světové války.

## Vývoj
Byl vyvinut firmou Société Pour L'Aviation et ses Dérivés (SPAD) z předchozího velmi úspěšného typu SPAD S.VII. Svou výzbrojí jednoznačně předešel svou dobu. Historii letounu započal francouzský stíhač Georges Guynemer, když na podzim roku 1916 požádal šéfkonstruktéra společnosti SPAD Louise Béchéreaua o zkonstruování kanónového stíhacího letadla. Mezi bloky motoru konstruktéra M. Birkigta Hispano-Suiza 8C o výkonu 147 kW byl vestavěn původně námořní kanón Puteaux střílející dutou hřídelí vrtule. Kanón ráže 37 mm byl jednoranný a pilot jej mohl za letu znovu ručně nabít. Pro lepší zaměřování nesl S.XII na pravé straně horní části trupu standardní kulomet Vickers ráže 7,7 mm nabíjený svítícím střelivem.
Po úspěšných zkouškách Aviation Militaire objednalo sérii 300 kusů s motory Hispano-Suiza 8Cb o výkonu 162 kW označené SPAD Spa.XII-Ca.1. Ne všechny však byly dokončeny a dodány.

## Nasazení
Letecké eso G. Guynemer z eskadrily Spa.3, součástí eskadry Les Cicognes, svůj kanónový SPAD dostal počátkem července 1917, na kterém pak dosáhl čtyř vítězství (jeho 49. až 52. sestřel). Jiný exemplář SPAD XII převzal u eskadry „Čápů“ René Fonck, pozdější největší francouzské eso celé války, jenž na tomto typu dosáhl 11 potvrzených sestřelů.
Na SPADu XII mohli létat jen nejzkušenější piloti, proto jím nikdy nebyla plně vyzbrojena celá letka.
U jednotky Spa.12 létal na kanónovém SPADu její velitel poručík Armand de Turenne spolu se dvěma nejlepšími piloty seržanty F. Chavannesem a Lionel de Marmierem. K 1. dubnu 1918 bylo na západní frontě pět letounů SPAD Spa.XIICa.1, většinou jako osobní stroje velitelů některých útvarů.
V srpnu 1918 byl jeden kus přidělen poručíku Henri Hay de Slademu, jenž velel letce Spa.159 a americkému dobrovolníkovi u téže jednotky, seržantu E. B. Fairchildovi. Stroj užívala také další francouzská esa jako Charles Nungesser od SPA 65, velitel bojové skupiny č. 19 kapitán Albert Deullin, velitel SPA 95 nadporučík Marcel Hughues a poručík Georges Madon od SPA 38.
Nejméně jeden stroj převzal Royal Flying Corps, jenž přeletěl 18. března 1918 do Velké Británie. Při letu z Martlesham Heath na ostrov Grain však havaroval. Další exemplář zakoupila US Army Air Service, na kterém létal velitel 13. letecké perutě kapitán Charles John Biddle.
29. října 1918 na „avion magique“ poručík F. Battesti od Spa.73, rovněž součásti eskadry Les Cicognes, dosáhl pravděpodobného sestřelu.
K 1. listopadu 1918 na frontě létalo ještě osm Spa.XIICa.1.

## Specifikace

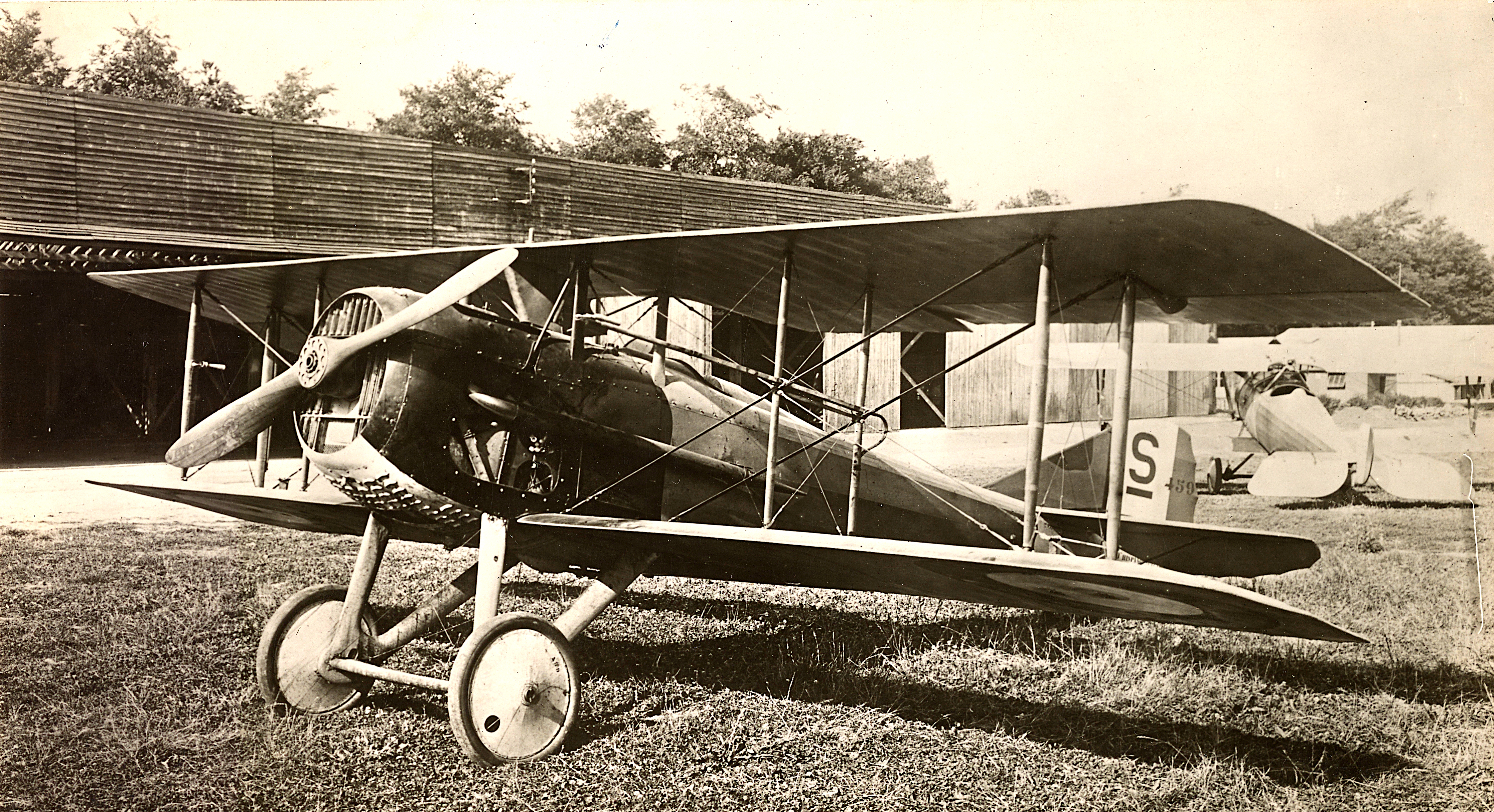
SPAD S.XII

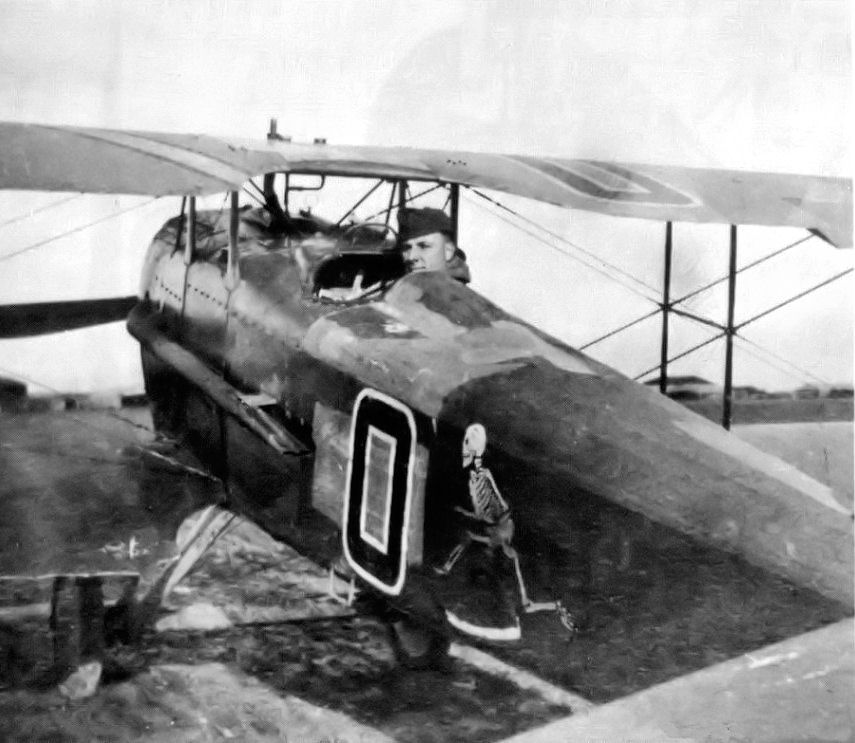
SPAD S.XII, 13. peruť, pilot Charles Biddle

Data podle Vraný, Hurt platí pro SPAD S.XII Ca1 s motorem HS 8Cb

### Technické údaje
- Osádka: 1 pilot
- Délka: 6,40 m
- Rozpětí horního křídla: 8,00 m
- Rozpětí dolního křídla: 7,65 m
- Výška: 2,55 m
- Nosná plocha: 24,50 m²
- Hmotnost prázdného letounu: 587 kg
- Vzletová hmotnost : 883 kg
- Pohonná jednotka: 1× vidlicový osmiválec Hispano-Suiza 8Cb
- Výkon pohonné jednotky: 220 k (162 kW)

### Výkony
- Maximální rychlost: 203 km/h ve výšce 2000 m
- Vytrvalost: 1 hod a 45 min
- Dostup: 6850 m
- Stoupavost: do 2000 m za 6 min a 3 sec

### Výzbroj
- 1× synchronizovaný kulomet Vickers ráže .303
- 1× jednoranný kanón Puteaux ráže 37 mm střílející dutou hřídelí motoru